# Ottaviano Maria Sforza
Ottaviano Maria Sforza, conte di Lugano (30 aprile 1458 – Adda, 25 maggio 1477), era l'ultimo figlio del duca di Milano Francesco Sforza e di Bianca Maria Visconti.
Doveva il suo nome forse al fatto di essere l'ottavo figlio. Fu conte di Lugano.

## Biografia
Ottaviano rimase orfano del padre nel 1466, all'età di otto anni, mentre il governo del ducato passava al fratello maggiore Galeazzo Maria Sforza; quest'ultimo, dopo la morte della madre (forse fatta avvelenare proprio da lui) nel 1468 sposò Bona di Savoia da cui ebbe il primogenito Gian Galeazzo. La politica del nuovo duca, consigliato dal segretario di suo padre, Cicco Simonetta, volta a rafforzare le alleanze con Firenze, non piacque ai ghibellini milanesi, legati agli Aragona, e ai suoi fratelli, che vennero quindi allontanati da Milano.
La morte di Galeazzo nel 1476 (a cui successe il figlio ancora bambino, Gian Galeazzo Sforza), diede inizio ad una lotta per il potere tra la duchessa Bona di Savoia, madre di Gian Galeazzo Sforza, e i suoi cognati: Ludovico il Moro, Sforza Maria e Ascanio. Inizialmente ebbe la meglio la duchessa, reggente in nome del piccolo Gian Galeazzo, la quale si affidava ai saggi consigli di Cicco Simonetta, mentre invece i fratelli Sforza si erano organizzati militarmente con l'aiuto del condottiero Roberto di San Severino, nipote di Francesco Sforza (in quanto figlio di sua sorella Elisa Sforza).
Mentre i suoi fratelli alla fine si mostrarono, almeno all'apparenza, pentiti e sottomessi, il giovane Ottaviano volle invece continuare la lotta e partire per raggruppare un esercito da inviare contro la cognata. Arrivato però a Rivolta, davanti all'Adda, volle attraversare il fiume nonostante fosse in piena, ma la corrente ebbe la meglio ed il conte morì affogato all'età di diciannove anni.

## Ascendenza
|                        |                        |                      | Genitori           |  |  | Nonni |  |  | Bisnonni           |  |  | Trisnonni         |  |
|                        |                        |                      |                    |  |  |       |  |  | Giovanni Attendolo |  |  | Giacomo Attendolo |  |
|                        |                        |                      |                    |  |  |       |  |  | Giovanni Attendolo |  |  | Giacomo Attendolo |  |
|                        |                        | …                    |                    |  |  |       |  |  | Giovanni Attendolo |  |  |                   |  |
| Giacomo Attendolo      |                        |                      |                    |  |  |       |  |  | Giovanni Attendolo |  |  |                   |  |
|                        |                        | Elisa Petraccini     | Ugolino Petraccini |  |  |       |  |  |                    |  |  |                   |  |
|                        |                        | Elisa Petraccini     | Ugolino Petraccini |  |  |       |  |  |                    |  |  |                   |  |
|                        |                        | Elisa Petraccini     | …                  |  |  |       |  |  |                    |  |  |                   |  |
| Francesco I Sforza     |                        | Elisa Petraccini     |                    |  |  |       |  |  |                    |  |  |                   |  |
|                        |                        | …                    | …                  |  |  |       |  |  |                    |  |  |                   |  |
|                        |                        | …                    | …                  |  |  |       |  |  |                    |  |  |                   |  |
|                        |                        | …                    | …                  |  |  |       |  |  |                    |  |  |                   |  |
| Lucia Terzani          |                        | …                    |                    |  |  |       |  |  |                    |  |  |                   |  |
|                        |                        | …                    | …                  |  |  |       |  |  |                    |  |  |                   |  |
|                        |                        | …                    | …                  |  |  |       |  |  |                    |  |  |                   |  |
|                        |                        | …                    | …                  |  |  |       |  |  |                    |  |  |                   |  |
| Ottaviano Maria Sforza |                        | …                    |                    |  |  |       |  |  |                    |  |  |                   |  |
|                        | Gian Galeazzo Visconti | Galeazzo II Visconti |                    |  |  |       |  |  |                    |  |  |                   |  |
|                        | Gian Galeazzo Visconti | Galeazzo II Visconti |                    |  |  |       |  |  |                    |  |  |                   |  |
|                        | Gian Galeazzo Visconti | Bianca di Savoia     |                    |  |  |       |  |  |                    |  |  |                   |  |
| Filippo Maria Visconti | Gian Galeazzo Visconti |                      |                    |  |  |       |  |  |                    |  |  |                   |  |
|                        |                        | Caterina Visconti    | Bernabò Visconti   |  |  |       |  |  |                    |  |  |                   |  |
|                        |                        | Caterina Visconti    | Bernabò Visconti   |  |  |       |  |  |                    |  |  |                   |  |
|                        |                        | Caterina Visconti    | Regina della Scala |  |  |       |  |  |                    |  |  |                   |  |
| Bianca Maria Visconti  |                        | Caterina Visconti    |                    |  |  |       |  |  |                    |  |  |                   |  |
|                        |                        | Ambrogio del Maino   | …                  |  |  |       |  |  |                    |  |  |                   |  |
|                        |                        | Ambrogio del Maino   | …                  |  |  |       |  |  |                    |  |  |                   |  |
|                        |                        | Ambrogio del Maino   | …                  |  |  |       |  |  |                    |  |  |                   |  |
| Agnese del Maino       |                        | Ambrogio del Maino   |                    |  |  |       |  |  |                    |  |  |                   |  |
|                        |                        | ?...Negri            | …                  |  |  |       |  |  |                    |  |  |                   |  |
|                        |                        | ?...Negri            | …                  |  |  |       |  |  |                    |  |  |                   |  |
|                        |                        | ?...Negri            | …                  |  |  |       |  |  |                    |  |  |                   |  |
|                        |                        | ?...Negri            |                    |  |  |       |  |  |                    |  |  |                   |  |